# 池田武志
池田 武志（いけだ たけし）は日本の俳優・ナレーター・腹話術師・国際腹話術インストラクター。1946年、鹿児島県出身　Grue所属俳優。　
旧NPO法人日本腹話術師協会会長（現日本腹話術師協会会長）、国際腹話術師協会IVS会員、北米腹話術師協会NAAV会員、日本パペットセラピー学会名誉理事長、IVS会員。劇団「俳小」「人間座」「新青年座」「スリーインワン」「その時」「ほのぼの一座」/　放送表現教育センター主宰者の山内雅人に師事。2000年6月ラスベガス国際腹話術フェスティバルインターナショナルショー日本代表出演、2009年7月＆2019年7月米国ケンタッキーベントヘブン腹話術国際コンベンションインターナショナルショー日本代表出演。　/　2006年米国ワンウェイストリート社創立者のリズ＆デール夫妻を迎え、腹話術とパペッタリーの国際セミナーを開催後、OWSJJ（ワンウェイストリートジャパン）を発足し代表となる。
2000年、日本国内の腹話術芸能の普及と発展、社会的地位向上のために日本腹話術師協会を設立し、翌年10月に特定非営利活動法人格を取得。2001年11月、国立オリンピック記念青少年総合センターカルチャー棟大ホールにて、「第1回、世界・腹話術の祭典“国際交流フェスティバル”」を、世界各国から14人を招いて開催した。
2016年6月4日に第15回目の国際祭典を東久留米市成美教育文化会館で開催。海外ゲストはフィリピン人Wanlu Lunaria] Familyと Buddy Big Mountain夫妻。2009年に発足した腹話術愛好者の会「東京チャターズ」は腹話術を活用し社会貢献・地域貢献のための人材育成グループの中心である。
2017年10月に東久留米市の成美教育文化会館のグリーンホールで、腹話術愛好者のグループの初めての合同公演が実施された。2019年4月、腹話術師協会を支え続けてきたメンバーたち（東京チャターズ）による20周年記念公演を開催。日本腹話術師協会本部移転満三周年記念行事として、2019年10月18日に笛吹市いちのみや桃の里ふれあい文化館にて、第16回、世界・腹話術の祭典を実施。以降、コロナの発生とともに活動休止中。

## 出演

### テレビドラマ
- 理想の上司 第6話（1997年、TBS） - 中年夫婦

## 受賞
2009年米国ベントヘブンコンベンション代表マークウェイドより「偉勲章」受賞。国際腹話術師協会代表バレンタインボックスより「アスキンズ賞」受賞。NPO日本腹話術師協会より「腹話術貢献者賞」受賞。

## 出版書
- 「唇が動くのがわかるよ―腹話術の歴史と芸術-」Valentine Vox (著), 池田 武志 (監修), 清水 重夫 (翻訳)
- 自費出版書 「腹話術のテクニック(キッズ・ショー編)―初級からプロ級まで-」 Mark Wade (著), 池田 武志 (監修),  (翻訳：清水 重夫)